# Tal vez me estoy enamorando
Tal vez me estoy enamorando Nicole chilei énekesnő első stúdióalbuma, 1989 végén jelent meg.  Chilében sikeres volt, aranylemez lett, 15 000 példányban kelt el.

## Számok
| #  | Cím                         | Szerzők                   | Hossz |
| -- | --------------------------- | ------------------------- | ----- |
| 1  | Tal vez me estoy enamorando | Juan Carlos Duque         | 3:26  |
| 2  | Mi primer amor              | Juan Carlos Duque         | 2:12  |
| 3  | Dejen un lugar              | Juan Carlos Duque         | 4:29  |
| 4  | Bicicletas                  | Álvaro Scaramelli         | 2:57  |
| 5  | Mi fantasía eres tú         | Juan Andrés Ossandón      | 3:01  |
| 6  | Qué hacer para conquistarlo | Juan Carlos Duque         | 3:00  |
| 7  | Qué está pasando en mí      | Víctor Arriagada          | 4:14  |
| 8  | Mis amigos de verano        | Tito Acuña, Checho Hirane | 2:58  |
| 9  | Detrás de mi puerta         | Tito Acuña, Checho Hirane | 4:00  |
| 10 | Príncipe azul               | Juan Carlos Duque         | 3:07  |